# Mihael Kološa
Mihael Kološa (madžarsko Kolossa Mihály), slovenski kmet in pisatelj na Ogrskem. * Puconci, 21. september, 1846; † Sebeborci, 3. september, 1906.
Rojen v Puconcih. Oče mu je bil kmet Mihael Kološa st. iz Sebeborcev. Pozneje so se vrnili v Sebeborce. Mati mu je bila kmetica Eva Škrilec iz Tešanovcev, ki je bila hči Janoša Škrilca. Soproga mu je bila Terezija Fartelj (Fartély).
S puconskim notarjem, Grgom Lutarjem sta izdala tretji ponatis Mrtvecsnih peszem Štefana Sijarta 1887: Mrtvecsne peszmi stere szo szti sztári piszm vküp pobráne, pobougsane ino na haszek szlovenszkoga národa zdaj obdrügics na szvetlost dáne po Luthár Gergelyi i Kolossa Mihályi Szembiborczi sztoécsiva.
Umrl je od tuberkoloze. V Seberbocih so ga pokopali.